# 超兽武装之仁者无敌
超兽武装之仁者无敌（简称仁者无敌）是中国大陆三维机战动画《超兽武装》系列的第一部，由广州蓝弧文化传播有限公司制作，于2011年4月在金鹰卡通卫视首播。
《仁者无敌》共33集，是《超兽武装》系列的开篇之作，与同年11月播出的《勇者无惧》共同构成一个完整的故事。《仁者无敌》主要用于为整个系列塑造人物和铺陈世界观，以较为通俗平易的方式引入了平行宇宙、时空战役、平衡博弈等概念，并为续作埋下了大量伏笔。但因其切入点过于老套浅显，播放之初并未受到过多关注。同年11月，随着《勇者无惧》热播，《仁者无敌》中的许多巧妙设计才一一被挖掘出来，重新受到热议和追捧。

## 制作

### 音乐
- 主题曲《超兽武装》
  - 演唱：刘罡 陈洁丽
  - 作词：王巍
  - 作曲：隋晓峰 王巍
  - 编曲：隋晓峰
- 片尾曲《尘曦》
  - 演唱：陈洁丽 李培斌
  - 词曲：王巍
  - 编曲：王巍

### 配音
| 配音演员 | 主要角色       | 次要角色                   |
| -------- | -------------- | -------------------------- |
| 祖晴     | 天羽，雪皇     | 老婆婆，蝎子王手下         |
| 鞠月斌   | 火麟飞         | 金象族人                   |
| 陈秩     | 龙戬，狮王     | 云蝠军团士兵               |
| 陆双     | 苗条俊         | 蝎子王手下                 |
| 赵然     | 泰雷           | 战龙（龙戬的师兄）         |
| 李团     | 夜凌云，玄易子 | 剑龙，青龙族士兵           |
| 邓红     | 风影，龙莹     | A.I.Lisa                   |
| 高全胜   | 冥王，鲸鲨王   | 物理老师，鲸鲨族士兵，银狮 |
| 刘筱天   | 风耀，鬼谷     | 鲸鲨族士兵，金狮，金象族人 |
| 王巍     | 夜枭子         | 云蝠军团士兵               |

## 剧集
- 第1集 平行宇宙
- 第2集 玄易大师
- 第3集 狮王超兽
- 第4集 使命召唤
- 第5集 冥王复活
- 第6集 使命轮回
- 第7集 第二平行宇宙
- 第8集 蝎王超兽
- 第9集 热血交融
- 第10集 往事如烟
- 第11集 超兽神二合体
- 第12集 第三平行宇宙
- 第13集 泰雷诀
- 第14集 鲸鲨超兽
- 第15集 凤凰重生
- 第16集 超兽神三合体
- 第17集 穿山甲超兽
- 第18集 金象超兽
- 第19集 云蝠战队
- 第20集 超兽神四合体
- 第21集 第四平行宇宙
- 第22集 公平决斗
- 第23集 致命威胁
- 第24集 元空间
- 第25集 巨能云蝠阵
- 第26集 叛变
- 第27集 虫洞
- 第28集 强者之旅
- 第29集 冥之界
- 第30集 正邪对立
- 第31集 飘萍身世
- 第32集 决战
- 第33集 冥王归来

## 延伸阅读
- 《超兽武装》系列：
  - 第一部《仁者无敌》
  - 第二部《勇者无惧》
  - 国际版《RevEvolution》
- 制作方：蓝弧文化